# Astathes partita
Astathes partita är en skalbaggsart som beskrevs av Charles Joseph Gahan 1901.
Astathes partita ingår i släktet Astathes och familjen långhorningar. Inga underarter finns listade i Catalogue of Life.